# Marek Waleriusz Messala Korwinus

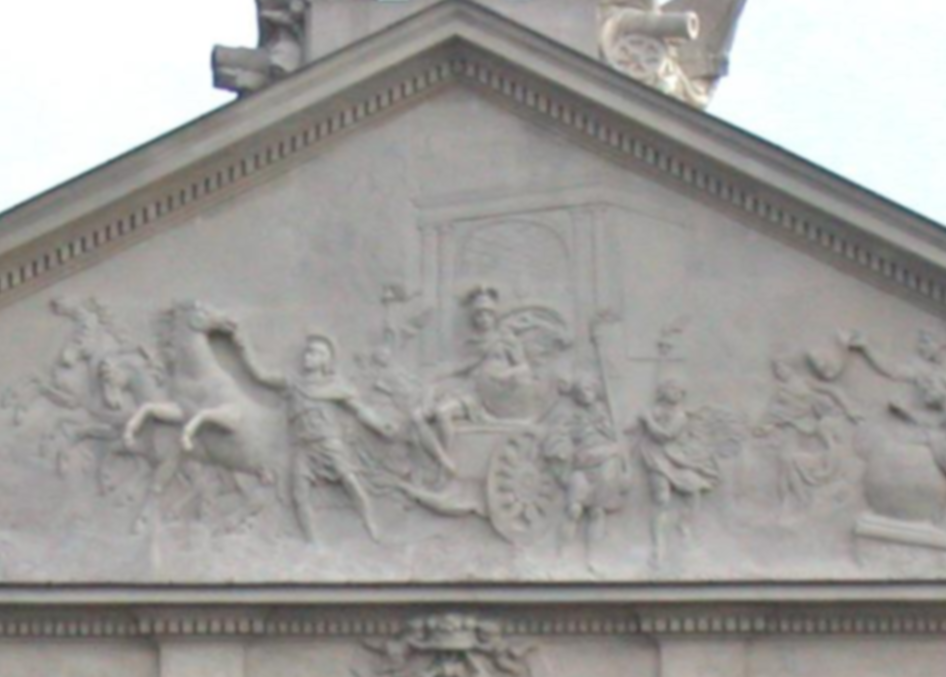
Relief z Pałacu Krasińskich w Warszawie ze sceną triumfu Marka Waleriusza Korwinusa

Marcus Valerius Messala Corvinus (ur. 64 p.n.e., zm. 8) – polityk rzymski, mówca i mecenas literatów. Syn Marka Waleriusza Messali Nigra konsula w 61 p.n.e.

## Kariera polityczna
Według Cycerona kształcił się między innymi w Atenach, gdzie poznał Horacego. Przywiązany do zasad republikańskich. W okresie między zabójstwem Cezara a uformowaniem się II Triumwiratu wrócił do Italii. Związał się ze stronnictwem senatorskim, a w szczególności z jednym z przywódców spisku antycezariańskiego, Gajuszem Kasjuszem. Został umieszczony przez triumwirów na listach proskrypcyjnych, gdy jednak wykazano jego nieobecność w Rzymie w czasie spisku, jego imię zostało wymazane z tych list a on sam otrzymał propozycję zachowania majątku i zapewnienie bezpieczeństwa. Messala odrzucił tę propozycję i podążył z Kasjuszem na Wschód, biorąc udział w wojnie domowej po stronie republikańskiej. W czasie bitwy pod Filippi był trzecim co do ważności dowódcą po Brutusie i Kasjuszu. W pierwszym dniu bitwy uzyskał przewagę nad flanką dowodzoną przez Oktawiana i szturmował nawet jego obóz. Po śmierci Brutusa i Kasjusza zebrał uciekinierów na wyspie Tazos i zorganizował ich pod swoim dowództwem. Zaakceptował wraz z nimi honorowe warunki zaproponowane przez Antoniusza i przyłączył się do jego sił. Wkrótce widząc zgubny wpływ Kleopatry na Antoniusza i przewidując jego porażkę, po raz kolejny zmienił front, przyłączając się do Augusta. Oddał mu znaczne usługi w walkach na Sycylii w 36 p.n.e., w wojnie z alpejskim plemieniem Salassenów w 34 p.n.e., w bitwie pod Akcjum w 31 p.n.e. Dekretem senatu Antoniuszowi odebrano konsulat i na wakujące miejsce jako konsul zastępczy (‘consul suffectus’) został wybrany Messala. Pod Akcjum dowodził centrum floty, a potem na Wschodzie likwidował pozostałości sił Antoniusza. W latach 28–27 był namiestnikiem Akwitanii w randze prokonsula, za swoje osiągnięcia w tej prowincji uzyskał triumf. Potem był prefektem w Azji Mniejszej. W 30 p.n.e. był wnioskodawcą przyznania przez senat Augustowi tytułu „Ojca ojczyzny” (‘Pater Patriae’). W 27 p.n.e. wycofał się z życia publicznego i zajmowania jakichkolwiek stanowisk, z wyjątkiem członkostwa w kolegium augurów.

## Twórczość literacka i mecenat
Waleriusz Messala był historykiem, poetą, gramatykiem i uznanym mówcą. Napisał między innymi komentarze do wojny domowej po śmierci Cezara, które stały się ważnym źródłem dla Swetoniusza i Plutarcha. Jako mówca był przedstawicielem okresu przejściowego, w którym zanikała sztuka przemawiania na forum do tłumów na rzecz finezyjnych, retorycznie cyzelowanych mów skierowanych do wybranego audytorium senatu czy dworu cesarskiego. Ceniono go w następnych pokoleniach bardziej niż Cycerona.
Polityczne znaczenie, bogactwo odziedziczone i powiększone w czasie wojen domowych, przychylność najpierw Antoniusza, a potem Augusta sprawiły, że Messala był ważną osobistością swoich czasów. Mógł dzięki temu stać się skutecznym patronem literatów. Długoletnią przyjaźnią był związany z Horacym. Zgromadził wokół siebie grono poetów, elegików, z których najwybitniejszym był Tibullus.

## Potomkowie
| Marek Waleriusz Messala Korwinus    |
| konsul zastępczy 31 p.n.e.; mówca   |
| \| 1. Kalpurnia \| \| 2. Aurelia \| |
| 1. Kalpurnia                        |
| 2. Aurelia                          |

| 1. Kalpurnia |
| 2. Aurelia   |

| Marek Aureliusz Kotta Messalinus Maximus |

| Marek Waleriusz Messala Messalinus |

| Waleria                          |
| \| 1. Tytus Statyliusz Taurus \| |
| 1. Tytus Statyliusz Taurus       |

| 1. Tytus Statyliusz Taurus |

| Marek Aureliusz Kotta Maksimus |

| Waleria                             |
| \| 1. Lucjusz Wipstaniusz Gallus \| |
| 1. Lucjusz Wipstaniusz Gallus       |

| 1. Lucjusz Wipstaniusz Gallus |

| Marek Waleriusz Messala |
| konsul 20 n.e.          |

| Tytus Statyliusz Taurus Korwinus |
| konsul 45 n.e.                   |

| Tytus Statyliusz Taurus |
| konsul 44 n.e.          |

| Statilia Messalina                  |
| \| 1. Lucjusz Waleriusz Katullus \| |
| 1. Lucjusz Waleriusz Katullus       |

| 1. Lucjusz Waleriusz Katullus |

| Marek Messala Wipstaniusz Gallus |
| konsul zastępczy 48 n.e.         |

| Lucjusz Wipstaniusz Poplikola |
| konsul 49 n.e.                |

| Marek Waleriusz Mesala Korwinus |
| konsul w 58 n.e.                |

| Lucjusz Waleriusz Katullus Messalinus |
| konsul 73 n.e.                        |

| Statilia Messalina |
| \| 1. Neron \|     |
| 1. Neron           |

| 1. Neron |

| Wipstaniusz Messala      |
| trybun militarny 69 n.e. |

| Lucjusz Wipstaniusz Messala |
| konsul 115 n.e.             |

| Lucjusz Wipstaniusz Messala Poplikola |